# بریستول بی. آر. ۷
بریستول بی. آر. ۷ (به انگلیسی: Bristol B.R.7) یک هواگرد ساختِ کارخانهٔ بریستول ایروپلین در کشور بریتانیا است . این هواگرد برای نخستین بار در ۱ مارس ۱۹۱۳ میلادی مورد استفاده قرار گرفت.